# モンキーマン (映画)
『モンキーマン』（Monkey Man）は2024年のアメリカ合衆国のアクション映画。監督・主演はデーヴ・パテールが務めた。なお、本作はパテールの映画監督デビュー作である。

## ストーリー
キッドは地下格闘技のファイターとして生計を立てていた。ゴリラの覆面を被ってリングに上がる彼を、観客はモンキーマンと呼んでいた。そんなキッドの宿願は貧しい人を搾取する悪党たち（警察幹部のラナと宗教指導者のババ）を倒し、亡き母親の仇を取ることであった。幼い頃、キッドは小さな村に暮らしていたが、その土地を欲したババはラナに命じて村を焼き討ちにした。惨劇の最中、キッドの母親もラナに殺されてしまったのである。
本作はキッドが社会の周縁部で生きてきた者たちの助力を得つつ、復讐のために死闘を繰り広げる姿を描き出す。

## 登場人物 / キャスト
※括弧内は日本語吹替。
キッド / モンキーマン
演 - デーヴ・パテール（濱野大輝）
インドの都市ヤタナの地下ファイトクラブで、猿のマスクを被った"殴られ屋"として働いている。最愛の母を殺害した者への復讐を胸に秘め、モンキーマンと化す。
タイガー
演 - シャールト・コプリー
キッドが殴られ屋をしているファイトクラブのMC。キッドがヒールになるように群衆を煽る。
アルフォンソ
演 - ピトバッシュ（藤吉浩二）
キッドが復讐の一環で就職した高級売春宿キングスクラブの雑用係。キッドの唯一の友人。
アルファ
演 - ヴィピン・シャルマ（山田浩貴）
寺院の番人。警察に追われているキッドを匿う。
ラナ
演 - シカンダル・ケール（山口恵）
キッドの村を襲撃した汚職警察官。キッドの母親を殺害し、キッドに火傷を負わせた。
シータ
演 - ショービター・ドゥーリパーラ
高級売春宿キングスクラブのコールガール。キッドの痛みを理解し心を通わせる。
クィーニー・カプーア
演 - アシュウィニ・カルセカール
高級売春宿キングスクラブの店長。
バーバー・シャクティ
演 - マカランド・デシュパンデ（佐々木薫）
スピリチュアル・グル。民族主義政党の実質的リーダー。

## 製作
当初、パテールは脚本を共同で執筆するに留め、ニール・ブロムカンプに監督を依頼する予定だった。しかし、話し合いの席で、ブロムカンプから「貴方はこの作品を隅々まで知っているのだから、自らメガホンを取るのが良いでしょう」と熱心に勧められ、監督も務めることにしたのだという。
2018年10月29日、デーヴ・パテールが本作で映画監督デビューを果たし、主演も兼任すると正式に報じられた。2021年3月12日、シャールト・コプリー、ソビタ・デュリパラ、シカンダル・ケール、ピトバッシュがキャスト入りした。
本作の撮影には数々の困難があったコロナ禍のためにロケ地をインドからインドネシアへと移しただけではなく、用意した撮影機材が欠陥品だったため、一部のシーンを携帯電話(パテールの私物)で撮影することを余儀なくされた。また、パテールは撮影2日目に手を骨折してしまい、戦闘シーンを片手でも演じられる内容に変更せざるを得なかった。さらには、アクションの撮影中に肩もひどく傷めた上、バスルームの床を這いずるシーンの撮影後、目感染症に苦しめられたという。

### 音楽
2021年2月、フォルカー・ベルテルマンが本作で使用される楽曲を手掛けるとの報道があったが、最終的にジェド・カーゼルが起用されることになった。

## 公開・マーケティング
2021年3月、Netflixが本作の配信権を3000万ドルで獲得し、翌2022年に配信される予定だと報じられた。しかし、映画監督のジョーダン・ピールは本作を鑑賞した際、「映画館で上映されるに値する作品」だと確信した。ピールの尽力もあって、本作はユニバーサル・ピクチャーズの配給で全米公開されることになった。
2024年1月27日、本作のオフィシャル・トレイラーが公開された。3月11日、本作はサウス・バイ・サウスウェストでプレミア上映された。21日、本作のオフィシャル・トレイラー第2弾が公開された。

## 興行収入
本作は『オーメン:ザ・ファースト』と同じ週に公開され、公開初週末に1200万ドル前後を稼ぎ出すと予想されていたが、実際の数字はそれを若干下回るものとなった。2024年4月5日、本作は全米3029館で封切られ、公開初週末に1011万ドルを稼ぎ出し、週末興行収入ランキング初登場2位となった。

## 評価
本作は批評家から高く評価されている。映画批評集積サイトのRotten Tomatoesには179件のレビューがあり、批評家支持率は86%、平均点は10点満点で7点となっている。サイト側による批評家の見解の要約は「デーヴ・パテールは監督デビュー作から大胆不敵な作品を撮ってみせた。『モンキーマン』は社会や政治に対する批判とアクションが冷静さを以て融合されている。」となっている。また、Metacriticには42件のレビューがあり、加重平均値は72/100となっている。なお、本作のCinemaScoreはBとなっている。